# Spaulding (Kalifornia)
Spaulding – jednostka osadnicza w Stanach Zjednoczonych, w stanie Kalifornia, w hrabstwie Lassen.